# Frederunde Kettler zu Assen (1405-1448)

Wapen Kettler / von Ketteler

Frederunde Kettler zu Assen ook bekend als Frederunde von Ketteler (1405-1448), was een dochter van Cordt Ketteler zu Assen (1372-1446) en Elisabeth van Gemen.
Zij trouwde in 1440 met Diederik VII von der Recke (1410-1467). Hij was een zoon van Godhard II von der Recke (1370-1430) en Anna van Volmestein (1387-1439).
Uit haar eerste huwelijk zijn de volgende kinderen geboren:
- Diederik VIII von der Recke (1441-1490)
- Godhard III von der Recke ook genoemd Gert von der Recke (1443-1495) heer van Heessen deze tak sterft uit in 1745. Heessen komt door het huwelijk van Anna Elisabeth von der Recke (1710-) in 1747 aan Franz Arnold von der Recke heer van Steinfurt.
- Margaretha von der Recke (1450-). Zij trouwde in 1470 met Lubbert von Wendt heer van Crassenstein (Holtfeld, 1445 - Holtfeld, 1508). Hij was een zoon van Otto von Wendt heer van Crassenstein (Crassenstein, 1415 - Holtfeld, 1468) en Margaretha / Mette van Todrank (1425 - Holtfeld, na 1491).

Wapen von Gemen
Wapen von der Recke zu Volmestein
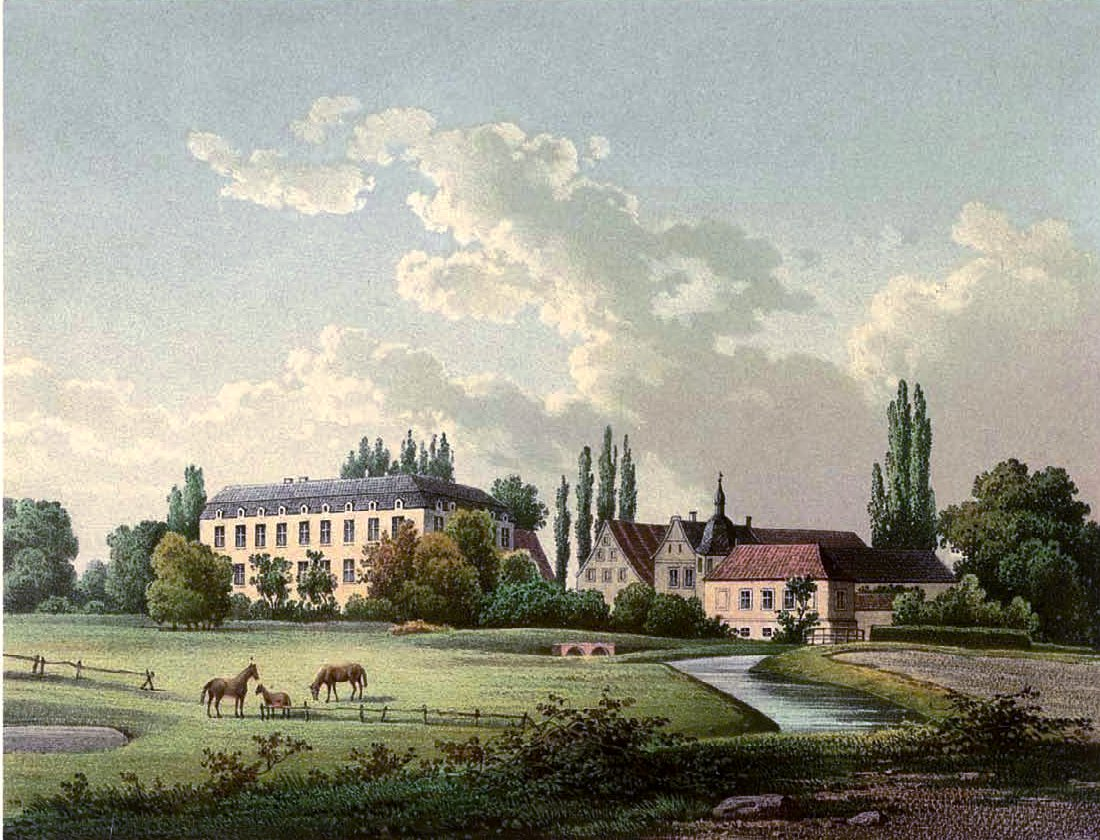
Schloss Heessen